# Grand Prix automobile d'Europe 2004
GP précédent GP suivant
Le Grand Prix automobile d'Europe 2004 (2004 Formula 1 Allianz Grand Prix of Europe), disputé sur le Nürburgring en Allemagne le 30 mai 2004, est la 720e épreuve du championnat du monde de Formule 1 courue depuis 1950 et la septième manche du championnat 2004.

## Classement

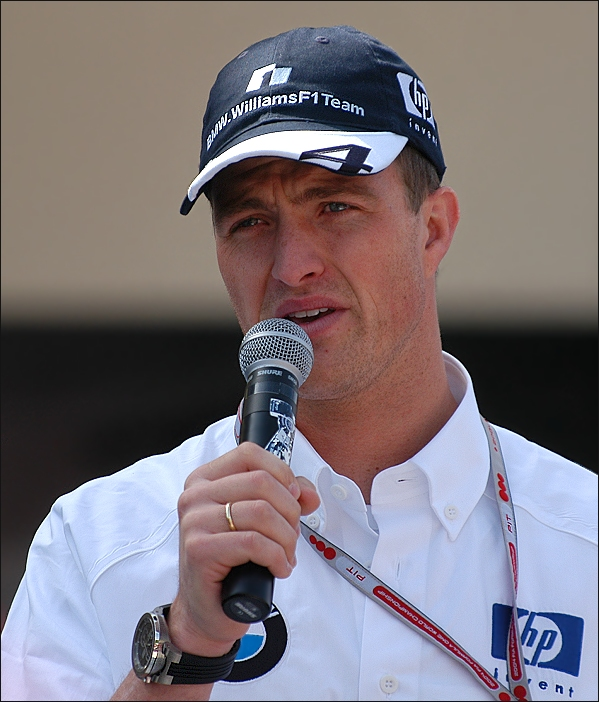
Ralf Schumacher abandonne dès le départ du Grand Prix

| Pos  | N° | Pilote               | Écurie           | Tours | Temps/Abandon                      | Grille | Points |
| ---- | -- | -------------------- | ---------------- | ----- | ---------------------------------- | ------ | ------ |
| 1    | 1  | Michael Schumacher   | Ferrari          | 60    | 1 h 32 min 35 s 101 (200,160 km/h) | 1      | 10     |
| 2    | 2  | Rubens Barrichello   | Ferrari          | 60    | + 17 s 989                         | 7      | 8      |
| 3    | 9  | Jenson Button        | BAR-Honda        | 60    | + 22 s 533                         | 5      | 6      |
| 4    | 7  | Jarno Trulli         | Renault          | 60    | + 53 s 673                         | 3      | 5      |
| 5    | 8  | Fernando Alonso      | Renault          | 60    | + 1 min 00 s 987                   | 6      | 4      |
| 6    | 11 | Giancarlo Fisichella | Sauber-Petronas  | 60    | + 1 min 13 s 448                   | 19     | 3      |
| 7    | 14 | Mark Webber          | Jaguar-Cosworth  | 60    | + 1 min 16 s 206                   | 14     | 2      |
| 8    | 3  | Juan Pablo Montoya   | Williams-BMW     | 59    | + 1 tour                           | 8      | 1      |
| 9    | 12 | Felipe Massa         | Sauber-Petronas  | 59    | + 1 tour                           | 16     |        |
| 10   | 18 | Nick Heidfeld        | Jordan-Ford      | 59    | + 1 tour                           | 13     |        |
| 11   | 17 | Olivier Panis        | Toyota           | 59    | + 1 tour                           | 10     |        |
| 12   | 15 | Christian Klien      | Jaguar-Cosworth  | 59    | + 1 tour                           | 12     |        |
| 13   | 19 | Giorgio Pantano      | Jordan-Ford      | 58    | + 2 tours                          | 15     |        |
| 14   | 20 | Gianmaria Bruni      | Minardi-Cosworth | 57    | + 3 tours                          | 20     |        |
| 15   | 21 | Zsolt Baumgartner    | Minardi-Cosworth | 57    | + 3 tours                          | 17     |        |
| Abd. | 10 | Takuma Satō          | BAR-Honda        | 47    | Moteur                             | 2      |        |
| Abd. | 5  | David Coulthard      | McLaren-Mercedes | 25    | Moteur                             | 18     |        |
| Abd. | 6  | Kimi Räikkönen       | McLaren-Mercedes | 9     | Moteur                             | 4      |        |
| Abd. | 4  | Ralf Schumacher      | Williams-BMW     | 0     | Accident                           | 9      |        |
| Abd. | 16 | Cristiano da Matta   | Toyota           | 0     | Accident                           | 11     |        |

## Pole position et record du tour
- Pole position : Michael Schumacher en 1 min 28 s 351
- Meilleur Tour en course : Michael Schumacher en 1 min 29 s 468

## Tours en tête
- Michael Schumacher : 53 (1-8 / 16-60)
- Rubens Barrichello : 4 (12-15)
- Takuma Satō : 2 (10-11)
- Fernando Alonso : 1 (9)

## Statistiques
- 76e victoire pour Michael Schumacher.
- 173e victoire pour Ferrari en tant que constructeur.
- 173e victoire pour Ferrari en tant que motoriste.